# Loxocera bifida
Loxocera bifida är en tvåvingeart som beskrevs av Verbeke 1968. Loxocera bifida ingår i släktet Loxocera och familjen rotflugor.
Artens utbredningsområde är Kongo. Inga underarter finns listade i Catalogue of Life.